# Xuhujia
Xuhujia är en socken i nordvästra Kina. Den ligger i det autonoma häradet Jishishan för bonan-, dongxiang- och salar-folken  i prefekturen Linxia i provinsen Gansu, omkring 88 kilometer sydväst om provinshuvudstaden Lanzhou. Antalet invånare är 9 413. Befolkningen består av 4 654 kvinnor och 4 759 män. Barn under 15 år utgör 30 %, vuxna 15-64 år 62 %, och äldre över 65 år 7,0 %.